# Andres Veiel
Andres Veiel (ur. 16 października 1959 w Stuttgarcie) – niemiecki reżyser i scenarzysta filmowy, dramaturg i reżyser teatralny.

## Życiorys
W latach 1982–88 studiował psychologię na Wolnym Uniwersytecie w Berlinie. W międzyczasie (1985-89) uczęszczał również na zajęcia z reżyserii i dramaturgii filmowej, prowadzone w berlińskim Künstlerhaus Bethanien przez Krzysztofa Kieślowskiego.
Karierę reżyserską Veiel rozpoczął od filmów dokumentalnych. Pierwszym był Winternachtstraum (1992). Kolejne to m.in. Bałagan (1994) o żydowsko-palestyńskiej grupie teatralnej oraz Black Box BRD (2001) o biograficznej konfrontacji terrorysty i jego ofiary.
Jego debiutem fabularnym był film Jeśli nie my, to kto? (2011). Obraz opowiadał o genezie terrorystycznej organizacji Frakcja Armii Czerwonej (RAF) poprzez historię znajomości pisarza i wydawcy Bernwarda Vespera z założycielami RAF-u, Gudrun Ensslin i Andreasem Baaderem. Film miał swoją premierę w konkursie głównym na 61. MFF w Berlinie, gdzie spotkał się z ciepłym przyjęciem i otrzymał Nagrodę im. Alfreda Bauera za innowacyjność.
Do konkursu głównego na 67. Berlinale trafił też kolejny film Veiela, dokument Beuys. Sztuka to rewolucja (2017), poświęcony jednemu z najsłynniejszych niemieckich artystów XX wieku, Josephowi Beuysowi.
Veiel udziela się również w teatrze. W 2005 została po raz pierwszy wystawiona jego sztuka teatralna o neonazizmie pt. Der Kick. Jej filmową adaptację Veiel nakręcił rok później - miała swoją premierę w sekcji Panorama na 56. MFF w Berlinie. W 2013 Veiel wyreżyserował premierową inscenizację swojej kolejnej sztuki Das Himbeerreich, dotyczącej skrywanych tajemnic branży bankowo-finansowej.

## Filmografia

### Reżyser

#### Filmy dokumentalne
- 1992: Winternachtstraum - telewizyjny
- 1994: Bałagan (Balagan)
- 1996: Die Überlebenden
- 1999: Drei von Tausend - Wer schafft die Schauspielprüfung? - telewizyjny
- 2001: Black Box BRD
- 2004: Aktorski nałóg (Die Spielwütigen)
- 2006: Der Kick
- 2009: 24h Berlin – dzień z życia (24h Berlin - Ein Tag im Leben) - telewizyjny (segment)
- 2017: Beuys. Sztuka to rewolucja (Beuys)

#### Filmy fabularne
- 2011: Jeśli nie my, to kto? (Wer wenn nicht wir)
- 2019: Rostock Lichtenhagen (w przygotowaniu)[5][6]